# Буснові (Брестоваць)
45°20′ пн. ш. 17°31′ сх. д. / 45.34° пн. ш. 17.52° сх. д.
Буснові (хорв. Busnovi) — населений пункт у Хорватії, у Пожезько-Славонській жупанії у складі громади Брестоваць.

## Населення
Населення за даними перепису 2011 року становило 104 осіб.
Динаміка чисельності населення поселення:

## Клімат
Середня річна температура становить 10,10 °C, середня максимальна – 23,36 °C, а середня мінімальна – -5,51 °C. Середня річна кількість опадів – 918 мм.
| Клімат поселення                              | Клімат поселення | Клімат поселення | Клімат поселення | Клімат поселення | Клімат поселення | Клімат поселення | Клімат поселення | Клімат поселення | Клімат поселення | Клімат поселення | Клімат поселення | Клімат поселення | Клімат поселення |
| Показник                                      | Січ.             | Лют.             | Бер.             | Квіт.            | Трав.            | Черв.            | Лип.             | Серп.            | Вер.             | Жовт.            | Лист.            | Груд.            |                  |
| Середній максимум, °C                         | 6,03             | 7,41             | 11,60            | 15,42            | 20,27            | 23,36            | 23,14            | 22,85            | 19,07            | 14,34            | 8,84             | 4,90             |                  |
| Середня температура, °C                       | 0,26             | 1,62             | 5,82             | 9,66             | 14,48            | 17,58            | 19,57            | 19,27            | 15,51            | 10,79            | 5,29             | 1,35             |                  |
| Середній мінімум, °C                          | −5,51            | −4,16            | 0,04             | 3,88             | 8,71             | 11,80            | 16,01            | 15,71            | 11,96            | 7,22             | 1,73             | −2,22            |                  |
| Норма опадів, мм                              | 56               | 53               | 59               | 75               | 85               | 107              | 87               | 85               | 74               | 78               | 87               | 72               |                  |
| Середньомісячна швидкість вітру, м/с          | 2.13             | 2.36             | 2.62             | 2.54             | 2.30             | 2.07             | 2.02             | 1.92             | 1.97             | 2.09             | 2.16             | 2.20             |                  |
| Середньомісячна сонячна радіація, кДж/м²·день | 4440             | 7255             | 11029            | 15221            | 19179            | 21276            | 22150            | 19864            | 14759            | 9351             | 5056             | 3751             |                  |
| --------------------------------------------- | ---------------- | ---------------- | ---------------- | ---------------- | ---------------- | ---------------- | ---------------- | ---------------- | ---------------- | ---------------- | ---------------- | ---------------- | ---------------- |
| Джерело:                                      |                  |                  |                  |                  |                  |                  |                  |                  |                  |                  |                  |                  |                  |